# .451 Detonics
Le .451 Detonics est une version survitaminée de la cartouche de .45 ACP, créée par la firme Detonics (en), en allongeant l'étui, pour augmenter la charge de poudre.

## Données techniques
Les caractéristiques de cette munition sont variables en fonction des chargements et du type de balles employé. La munition standard présente les caractéristiques suivantes :
- Balle : ogive blindée expansive
- Désignation métrique : 11,43 × 24 mm
- Masse de la balle : 12 g
- Vitesse initiale : 378 m/s